# Сім'янин (фільм, 2000)
«Сім'янин» (англ. The Family Man) — фантастичний художній фільм 2000 року з Ніколасом Кейджем в головній ролі.
Теглайн: А що, якщо…

## Сюжет
1987 рік. Успішного бізнесмена Джека Кемпбелла цілком влаштовує холостяцький спосіб життя, величезний статок і відсутність сімейних турбот. Напередодні Різдва Джек зустрічає в магазині незвичайного грабіжника, який хоче отримати гроші за свій лотерейний білет, погрожуючи пістолетом. Джек купує у злочинця квиток, та на наступний день виявляє, що його життя докорінно змінилося. Якимось дивом він став сімейною людиною, одруженим з колишньою дівчиною з коледжу, а пост директора займає його заступник Алан Лесітер.

## В ролях
| Актор                   | Роль             |
| ----------------------- | ---------------- |
| Ніколас Кейдж           | Джек Кемпбелл    |
| Теа Леоні               | Кейт Рейнольдс   |
| Дон Чідл                | Кеш              |
| Макензі Вега            | Енні Кемпбелл    |
| Джеремі Півен           | Арні             |
| Ліза Торнхілл           | Евелін Томсон    |
| Сол Рубінек             | Алан Мінц        |
| Джозеф Соммер           | Пітер Лессітер   |
| Харві Преснелл          | Ед Рейнольдс     |
| Мері Бет Херт           | Адель            |
| Амбер Валета            | Паула            |
| Кен Люн                 | Сем Вонг         |
| Кейт Волш               | Дженні           |
| Джоель МакКіннон Міллер | Томмі            |
| Том МакГавен            | Білл             |
| Роберт Дауні            | людина в будинку |

## Цікаві факти
- За роль у фільмі «Сім'янин» у 2001 р. Теа Леоні була відзначена кінопремією «Сатурн» в категорії «Найкраща акторка».
- Розкішний автомобіль Ferrari 550, що використовувався у зйомках фільму, насправді деякий час належав Ніколасу Кейджу. Актор продав його за рік до початку зйомок фільму.